# BV 142 (航空機)
ブローム・ウント・フォス BV 142
ドイツ・ルフトハンザ航空のBV 142 Kastor (c/n 219, D-ABUV)（1939年）
- 用途：長距離洋上哨戒機、輸送機
- 製造者：ブローム・ウント・フォス
- 運用者：ドイツ空軍
- 初飛行：1938年10月11日
- 生産数：4機
- 運用開始：1940年秋
- 退役：1942年

ブローム・ウント・フォス BV 142（Blohm & Voss BV 142）は、大西洋横断郵便事業向けに開発されたドイツの民間機である。本機は元々ドイツのフラッグキャリアーであるドイツ・ルフトハンザ航空向けに設計され、1938年10月11日に初飛行を行った。

## 設計
BV 142はブローム・ウント・フォス Ha 139 水上機を基にした高い位置に水平尾翼と2枚の垂直尾翼を持つ4発の低翼単葉機であった。
本機は特徴的な3つの部分から構成される主翼を持っていた。内翼はブローム・ウント・フォス社の典型である大直径管の交差梁で構成され、横梁は内部が5区画に分割されて燃料を内包していた。中翼は金属で覆われていたが、外翼は羽布張りであり、中翼には6枚の油圧駆動式フラップを備えていた。金属製の胴体はほぼ円形の断面を有していた。
二重車輪を持つ主脚の尾輪式降着装置は完全引き込み式であり、油圧で作動した。
僅か4機の試作機（V1、V2、V3とV4）が製作され、ルフトハンザ航空でのテストを経て航空郵便事業で使用されたが、第二次世界大戦の開始と共に民間航空でのそれ以上の開発は中止された。

## 運用

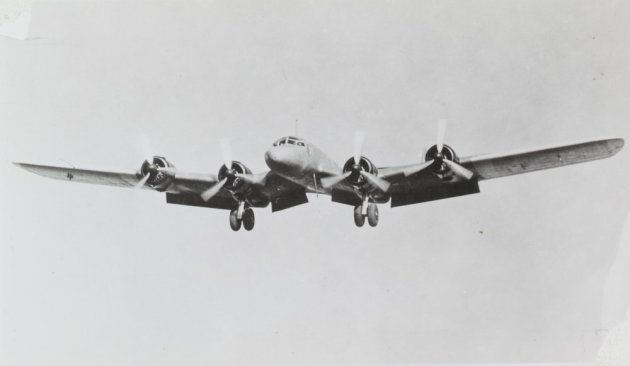
Blohm & Voss Bv 142

第二次世界大戦が始まると直ぐに全4機のBV 142の試作機を長距離洋上哨戒機に改装することが提案されたため、BV 142 V2が試みとして広範囲にガラス張りとされた機首（ハインケル He111の様に）が延長され、防御武装（7.92 mm/.312 のMG 15 機関銃を機首、胴体両側面、胴体下面のキューポラ、胴体背面の動力銃塔）が施され、胴体内に兵装用区画を設け、航法装置や軍用通信装置を備えるといった改装がなされた。BV 142 V2がBV 142 V2/U1と改称される一方でV1も同様に改装された。両機共に1940年末から実働状態になり、ドイツ空軍の第2偵察飛行隊（second surveillance Group）に配備された。この部隊はフランスの第3航空艦隊の作戦参謀に割り当てられた。しかし本機の性能は不満足なものであり、僅か数回の任務を実施した後の1942年には前線から引き揚げられた。その他の2機（V3とV4）はデンマークとノルウェーへの侵攻作戦においてKGr.z.b.V. 105（特殊部隊）の輸送に用いられ、完全装備の兵員30名を搭乗させて4,000 km (2,490 mi)以上の距離を飛行することができた。V3とV4が最終的にどうなったかは定かではない。後にV1とV2がヘンシェル GT 1200C誘導対艦ミサイルを搭載するように計画されたが、この計画は破棄された。

## 要目
(BV 142 V1 / V2)
- 乗員：5名
- 全長：20.45 m (67 ft)
- 全幅：29.53 m (97 ft)
- 全高：4.44 m (14 ft 7 in)
- 翼面積：130 m2 (1,400 ft2)
- 空虚重量：11,000 kg (24,250 lb)
- 最大離陸重量：16,500 kg (36,375 lb)
- エンジン：4 x BMW 132H1 星型エンジン、655 kW (880 hp)
- プロペラ：金属製3枚ブレード、可変ピッチ、直径3.50 m (11.5 ft)
- 搭載燃料：6,560 L（tubing cross-beam）
- 搭載潤滑油：600 L
- 最高速度：375 km/h (233 mph)
- 巡航速度：325 km/h (200 mph)
- 巡航高度：9,000 m (29,520 ft)
- 航続距離：3,900 km (2,422 mi)
- 上昇率：6.70 m/s (21.9 ft/s)

- 武装
  - 5 x MG 15 機関銃
  - 爆弾 4 × 100 kg (220 lb) 又は8 × 50 kg (110 lb)